# Mark Ronson
Mark Daniel Ronson (Notting Hill, Londres, 4 de setembre de 1975) és un músic, DJ, compositor i productor musical anglès-estatunidenc. És conegut sobretot per les seves col·laboracions amb artistes com Amy Winehouse, Adele, Lady Gaga, Lily Allen, Robbie Williams, Miley Cyrus, Queens of the Stone Age i Bruno Mars.
Ha rebut set premis Grammy, inclòs el de productor de l'any per l'àlbum Back to Black de Winehouse i dos premis per gravació de l'any gràcies als senzills "Rehab" d'Amy Winehouse i "Uptown Funk" de Bruno Mars. A més, va rebre un Oscar, un Globus d’Or i un Grammy per haver coescrit amb Lady Gaga la cançó "Shallow" de la pel·lícula A Star is Born (2018).

## Música pròpia
- Here Comes the Fuzz (2003)
- Version (2007)
- Record Collection (amb The Business Intl.) (2010)
- Uptown Special (2015)
- Late Night Feelings (2019)

## Producció discogràfica
Àlbums
| Any  | Àlbum                                                 | Artista                                            |
| ---- | ----------------------------------------------------- | -------------------------------------------------- |
| 1998 | The Flip Squad All-Star DJs                           | The Flip Squad                                     |
| 1999 | Home Field Advantage                                  | The High &amp; Mighty                              |
| 2001 | Everybody Got Their Something                         | Nikka Costa                                        |
| 2001 | Zoolander (Music From The Motion Picture)             | Diversos artistes                                  |
| 2002 | The Bathroom Wall                                     | Jimmy Fallon                                       |
| 2002 | Dutty Rock                                            | Sean Paul                                          |
| 2002 | The Best of Saigon a.k.a.The Yardfather Volume 1      | Saigon                                             |
| 2003 | The Trouble with Being Myself                         | Macy Gray                                          |
| 2003 | Here Comes the Fuzz                                   | Ell mateix                                         |
| 2005 | Osirus                                                | Ol' Dirty Bastard                                  |
| 2005 | TheErthMoovsAroundTheSun                              | Terry Sullivan                                     |
| 2005 | Beef or Chicken                                       | Teriyaki Boyz                                      |
| 2006 | Alright, Still                                        | Lily Allen                                         |
| 2006 | Blue Collar                                           | Rhymefest                                          |
| 2006 | Back to Basics                                        | Christina Aguilera                                 |
| 2006 | Back to Black                                         | Amy Winehouse                                      |
| 2006 | Rudebox                                               | Robbie Williams                                    |
| 2006 | Half Nelson: Original Motion Picture Soundtrack       | Diversos artistes                                  |
| 2006 | More Fish                                             | Ghostface Killah                                   |
| 2007 | 100 Miles &amp; Running                               | Wale                                               |
| 2007 | Version                                               | Ell Mateix                                         |
| 2008 | Man in the Mirror                                     | Rhymefest                                          |
| 2008 | 19                                                    | Adele                                              |
| 2008 | Shine                                                 | Estelle                                            |
| 2008 | The Mixtape About Nothing                             | Wale                                               |
| 2008 | Sol-Angel and the Hadley St.<br id="mwAt8"><br>Dreams | Solange Knowles                                    |
| 2008 | Nas                                                   | Nas                                                |
| 2008 | Off with Their Heads                                  | Kaiser Chiefs                                      |
| 2008 | See Clear Now                                         | Wiley                                              |
| 2009 | All in One                                            | Bebel Gilberto                                     |
| 2009 | Can't Slow Down                                       | Foreigner                                          |
| 2009 | Back to the Feature                                   | Wale & 9th Wonder                                  |
| 2009 | The Atlantic Ocean                                    | Richard Swift                                      |
| 2009 | Attention Deficit                                     | Wale                                               |
| 2009 | Love &amp; War                                        | Daniel Merriweather                                |
| 2009 | Welcome to the Walk Alone                             | The Rumble Strips                                  |
| 2009 | A Son Unique                                          | Ol' Dirty Bastard                                  |
| 2010 | Release Me                                            | The Like                                           |
| 2010 | Record Collection                                     | Mark Ronson & The Business Intl.                   |
| 2010 | Q Soul Bossa Nostra                                   | Quincy Jones                                       |
| 2010 | All You Need Is Now                                   | Duran Duran                                        |
| 2011 | Arabia Mountain                                       | Black Lips                                         |
| 2011 | Lioness: Hidden Treasures                             | Amy Winehouse                                      |
| 2011 | Arthur: Original Motion Picture Soundtrack            | Diversos artistes                                  |
| 2012 | Out of the Game                                       | Rufus Wainwright                                   |
| 2012 | Unorthodox Jukebox                                    | Bruno Mars                                         |
| 2013 | New                                                   | Paul McCartney                                     |
| 2014 | Midnight Sun                                          | The Ghost of a<br id="mwA5M"><br>Saber Tooth Tiger |
| 2015 | We Fall                                               | Emile Haynie                                       |
| 2015 | Uptown Special                                        | Ell mateix                                         |
| 2015 | Paper Gods                                            | Duran Duran                                        |
| 2015 | Mr. Wonderful                                         | Action Bronson                                     |
| 2015 | Mortdecai (Original Motion<br>Picture Soundtrack)     | Himself & Geoff Zanelli                            |
| 2015 | At. Long. Last. ASAP                                  | ASAP Rocky                                         |
| 2015 | Heart Blanche                                         | CeeLo Green                                        |
| 2015 | 25                                                    | Adele                                              |
| 2016 | El llibre de la selva (BSO)                           | John Debney                                        |
| 2016 | Joanne                                                | Lady Gaga                                          |
| 2016 | Suicide Squad: The Album                              | Diversos artistes                                  |
| 2016 | Caçafantasmes (BSO)                                   | Diversos artistes                                  |
| 2017 | Villains                                              | Queens of the Stone Age                            |
| 2017 | Dua Lipa                                              | Dua Lipa                                           |
| 2018 | No Shame                                              | Lily Allen                                         |
| 2018 | God's Favorite Customer                               | Father John Misty                                  |
| 2018 | Crazy Rich Asians                                     | Various artists                                    |
| 2018 | (((echo chamber)))                                    | MC Paul Barman                                     |
| 2018 | A Star Is Born                                        | Lady Gaga & Bradley Cooper                         |
| 2019 | Father of the Bride                                   | Vampire Weekend                                    |
| 2019 | She Is Coming                                         | Miley Cyrus                                        |
| 2019 | Late Night Feelings                                   | Ell mateix                                         |

### Senzills
- 1997: Posse-O – "It's Up to You..."
- 1998: Powerule – "Heatin' Up"
- 1998: Powerule – "Rhymes to Bust" / "It's Your Right"
- 2001: Nikka Costa – "Everybody Got Their Something"
- 2001: Nikka Costa – "Like a Feather"
- 2002: J-Live – "School's In"
- 2003: "Ooh Wee"
- 2004: Daniel Merriweather – "City Rules"
- 2004: Daniel Merriweather – "She's Got Me"
- 2005: Ol' Dirty Bastard – "Dirty Dirty"
- 2005: Rhymefest – "These Days"
- 2005: Rhymefest – "Brand New"
- 2006: Amy Winehouse – "Rehab"
- 2006: Christina Aguilera – "Hurt"
- 2006: Robbie Williams – "Lovelight"
- 2006: Lily Allen – "Littlest Things"
- 2007: Amy Winehouse – "You Know I'm No Good"
- 2007: Robbie Williams – "Bongo Bong and Je Ne T'Aime Plus"
- 2007: Amy Winehouse – "Back to Black"
- 2007: Christina Aguilera – "Slow Down Baby"
- 2007: Candie Payne – "One More Chance"
- 2007: Amy Winehouse – "Love Is a Losing Game"
- 2007: Bob Dylan – "Most Likely You Go Your Way (And I'll Go Mine) (Mark Ronson Re-version)"
- 2008: Adele – "Cold Shoulder"
- 2008: Leon Jean-Marie – "Bed of Nails"
- 2008: Kaiser Chiefs – "Never Miss a Beat"
- 2008: Wiley – "Cash in My Pocket"
- 2008: Kaiser Chiefs – "Good Days Bad Days"
- 2009: Daniel Merriweather – "Change"
- 2009: Daniel Merriweather – "Red"
- 2009: Daniel Merriweather – "Impossible"
- 2010: Mark Ronson – "Bang Bang Bang" featuring Q-Tip and MNDR
- 2010: Mark Ronson – "The Bike Song" featuring Kyle Falconer and Spank Rock
- 2010: Mark Ronson – "Somebody to Love Me" featuring Boy George and Andrew Wyatt
- 2012: Bruno Mars – "Locked Out of Heaven"
- 2012: Rufus Wainwright – "Out of the Game"
- 2012: Rufus Wainwright – "Jericho"
- 2013: Giggs – "(Is It Gangsta?) Yes Yes Yes"
- 2013: Bruno Mars – "Gorilla"
- 2013: Paul McCartney – "New"
- 2014: Mark Ronson featuring Bruno Mars – "Uptown Funk"
- 2015: Action Bronson featuring Chance the Rapper – "Baby Blue"
- 2015: ASAP Rocky featuring Rod Stewart and Miguel – "Everyday"
- 2015: Duran Duran featuring Janelle Monáe and Nile Rodgers – "Pressure Off"
- 2016: Various Artists – "Hands"
- 2016: Action Bronson with Mark Ronson and Dan Auerbach – "Standing In The Rain"
- 2016: Lady Gaga – "Perfect Illusion"[3]
- 2016: Lady Gaga – "Million Reasons"
- 2017: Lady Gaga – "Joanne"
- 2018: Michael Jackson - "Diamonds Are Invincible" (Mash-Up)
- 2018: Silk City - "Electricity" featuring Dua Lipa, Diplo and Mark Ronson
- 2018: Lady Gaga and Bradley Cooper – "Shallow"
- 2018: Mark Ronson featuring Miley Cyrus - "Nothing Breaks Like a Heart"
- 2019: Mark Ronson featuring Lykke Li – "Late Night Feelings"
- 2019: Mark Ronson featuring Camila Cabello - "Find U Again"
- 2020: Troye Sivan featuring Kacey Musgraves and Mark Ronson - "Easy"